# Vengeance : Night of Champions
L'édition 2007 de Vengeance, plus connue sous le nom de Vengeance : Night of Champions, est une manifestation de catch professionnel télédiffusée et visible uniquement en paiement à la séance. L'événement, produit par la World Wrestling Entertainment, s'est déroulé le 24 juin 2007 au Toyota Center, à Houston (Texas) aux États-Unis. Il s'agit de la septième et dernière édition de Vengeance, mais également la première édition de Night of Champions. Bobby Lashley, Edge (center) et John Cena sont en vedette de l'affiche promotionnelle (officielle).
Dix matchs, dont neuf mettant en jeu les titres de la fédération, ont été programmés. Chacun d'entre eux est déterminé par des storylines rédigées par les scénaristes de la WWE ; soit par des rivalités survenues avant le pay-per-view, soit par des matchs de qualification en cas de rencontre pour un championnat.
En France, cet évènement fit l'objet d'une diffusion sur NT1 et sur RTL9.

## Contexte
Les spectacles de la World Wrestling Entertainment en paiement à la séance sont constitués de matchs aux résultats prédéterminés par les scénaristes de la WWE. Ces rencontres sont justifiées par des storylines - une rivalité avec un catcheur, la plupart du temps - ou par des qualifications survenues dans les émissions de la WWE telles que RAW et SmackDown. Tous les catcheurs possèdent un gimmick, c'est-à-dire qu'ils incarnent un personnage face (gentil), heel (méchant) ou tweener (neutre, apprécié du public), qui évolue au fil des rencontres. Un pay-per-view comme « Vengeance : Night of Champions » est donc un évènement tournant pour les différentes storylines en cours.

## Tableau des résultats
| #                                                                | Match                                                                                      | Stipulation                                              | Durée |
| ---------------------------------------------------------------- | ------------------------------------------------------------------------------------------ | -------------------------------------------------------- | ----- |
| Dark                                                             | Super Crazy bat Carlito                                                                    | Match Simple                                             | 5:06  |
| 1                                                                | Lance Cade et Trevor Murdoch (c) battent Matt Hardy et Jeff Hardy                          | Tag Team Match pour le WWE World Tag Team Championship   | 8:55  |
| 2                                                                | Chavo Guerrero (c) bat Jimmy Wang Yang                                                     | Match Simple pour le WWE Cruiserweight Championship      | 10:16 |
| 3                                                                | Johnny Nitro bat CM Punk                                                                   | Match Simple pour le ECW World Championship              | 8:00  |
| 4                                                                | Santino Marella (c) bat Umaga par disqualification                                         | Match Simple pour le WWE Intercontinental Championship   | 2:34  |
| 5                                                                | MVP (c) bat Ric Flair                                                                      | Match Simple pour le WWE United States Championship      | 8:43  |
| 6                                                                | Deuce N'Domino (w/Cherry) (c) battent Sgt. Slaughter et Jimmy Snuka                        | Tag Team Match pour le WWE Tag Team Championship         | 6:34  |
| 7                                                                | Edge (c) bat Batista                                                                       | Last Chance Match pour le World Heavyweight Championship | 16:50 |
| 8                                                                | Candice Michelle bat Melina Perez (c)                                                      | Match Simple pour le WWE Women's Championship            | 4:07  |
| 9                                                                | John Cena (c) bat Mick Foley, Bobby Lashley, Randy Orton et King Booker (w/Queen Sharmell) | 5-man Match pour le WWE Championship                     | 18:08 |
| (c) désigne le(s) champion(s) défendant son titre dans le match. |                                                                                            |                                                          |       |